# Małkinie
Małkinie (deutsch Malkiehnen, 1938 bis 1945 Malkienen) ist ein Dorf in der polnischen Woiwodschaft Ermland-Masuren, das zur Gmina Ełk (Landgemeinde Lyck) im Powiat Ełcki (Kreis Lyck) gehört.

## Geographische Lage
Małkinie liegt am Westufer des Woszczeller Sees (1938 bis 1945 Neumalker See, polnisch Jezioro Woszczelskie) im Osten der Woiwodschaft Ermland-Masuren, acht Kilometer nordwestlich der Stadt Ełk (Lyck).

## Geschichte
Malkiehnen wurde im Jahre 1473 gegründet und bestand aus ein paar kleinen Höfen. 
Von 1874 bis 1945 war das Dorf in den Amtsbezirk Grabnick (polnisch Grabnik) eingegliedert, der zum Kreis Lyck im Regierungsbezirk Gumbinnen (ab 1905: Regierungsbezirk Allenstein) in der preußischen Provinz Ostpreußen gehörte.
Im Jahr 1910 verzeichnete Malkiehnen 81 Einwohner. Ihre Zahl stieg bis 1933 auf 92 und belief sich 1939 noch auf 73. Aufgrund der Bestimmungen des Versailler Vertrags stimmte die Bevölkerung im Abstimmungsgebiet Allenstein, zu dem Malkienen gehörte, am 11. Juli 1920 über die weitere staatliche Zugehörigkeit zu Ostpreußen (und damit zu Deutschland) oder den Anschluss an Polen ab. In Malkienen stimmten 60 Einwohner für den Verbleib bei Ostpreußen, auf Polen entfielen keine Stimmen.
Am 3. Juni 1938 wurde die Schreibweise des Ortsnamens in „Malkienen“ geändert.
In Kriegsfolge kam das Dorf 1945 mit dem gesamten südlichen Ostpreußen zu Polen und trägt seither die polnische Namensform „Małkinie“. Heute ist es Sitz eines Schulzenamtes (polnisch Sołectwo) und damit eine Ortschaft im Verbund der Gmina Ełk (Landgemeinde Lyck) im Powiat Ełcki (Kreis Lyck), vor 1998 der Woiwodschaft Suwałki, seither der Woiwodschaft Ermland-Masuren zugeordnet.

## Religionen
Bis 1945 war Malkiehnen (Malkienen) in die evangelische Kirche Grabnick in der Kirchenprovinz Ostpreußen der Kirche der Altpreußischen Union und in die katholische St.-Adalbert-Kirche in Lyck im Bistum Ermland eingepfarrt.
Heute gehört Małkinie zur Pfarrei Grabnik mit der Filialkirche in Woszczele (Woszczellen/Woszellen, 1938 bis 1945 Neumalken) im Bistum Ełk der Römisch-katholischen Kirche in Polen. Die evangelischen Einwohner halten sich zur Kirchengemeinde in der Kreisstadt Ełk, einer Filialgemeinde der Pfarrei in Pisz (deutsch Johannisburg) in der Diözese Masuren der Evangelisch-Augsburgischen Kirche in Polen.

## Verkehr
Małkinie ist von der Woiwodschaftsstraße 656 aus zu erreichen, von der in Woszczele ein Landweg abzweigt, der nach Małkinie führt. Woszczele ist außerdem die nächste Bahnstation und liegt an der Bahnstrecke Korsze–Białystok.